# Ấn Độ giáo ở Indonesia

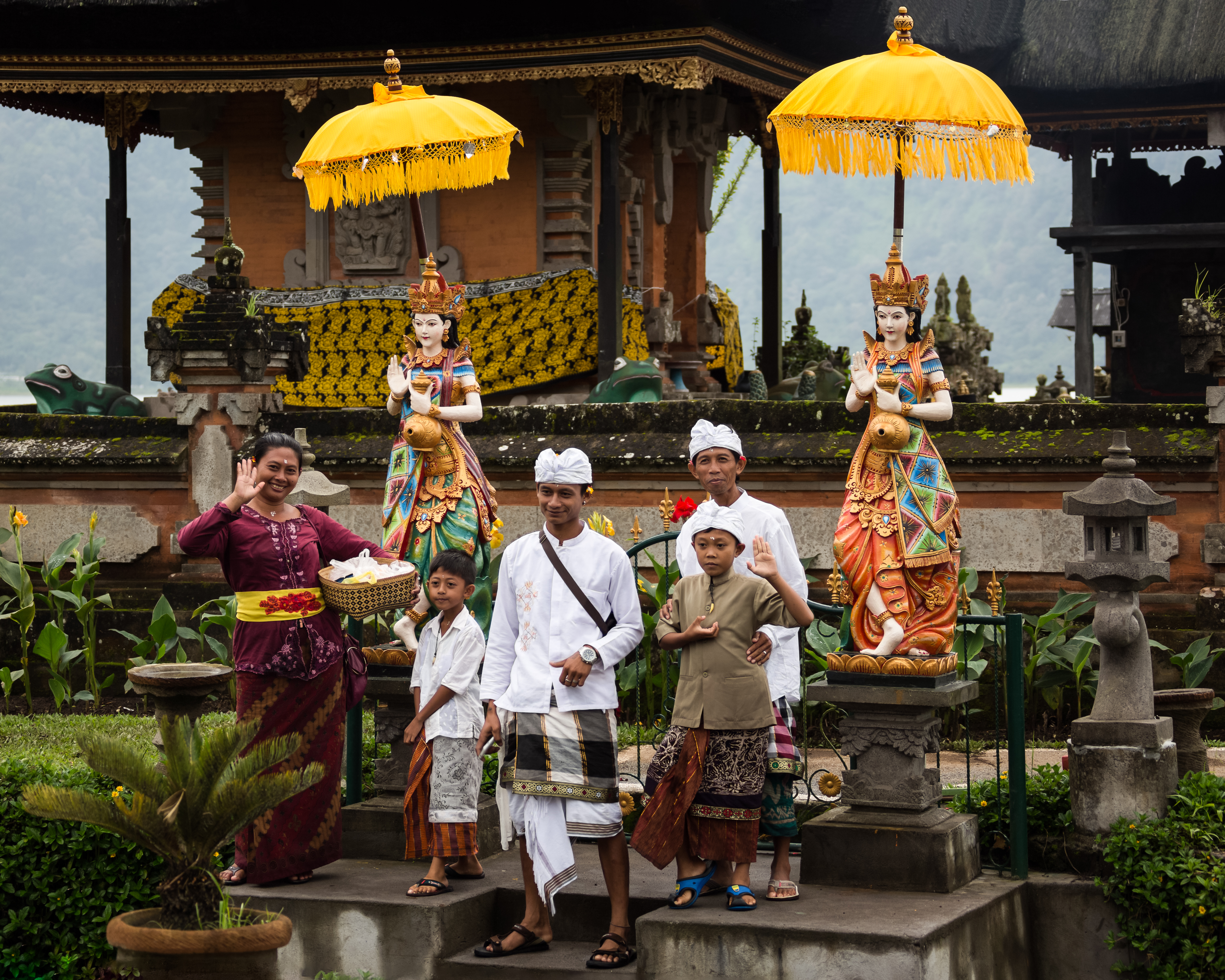
Một gia đình Hindu Bali sau lễ puja trong đền thờ Bratan ở Bali

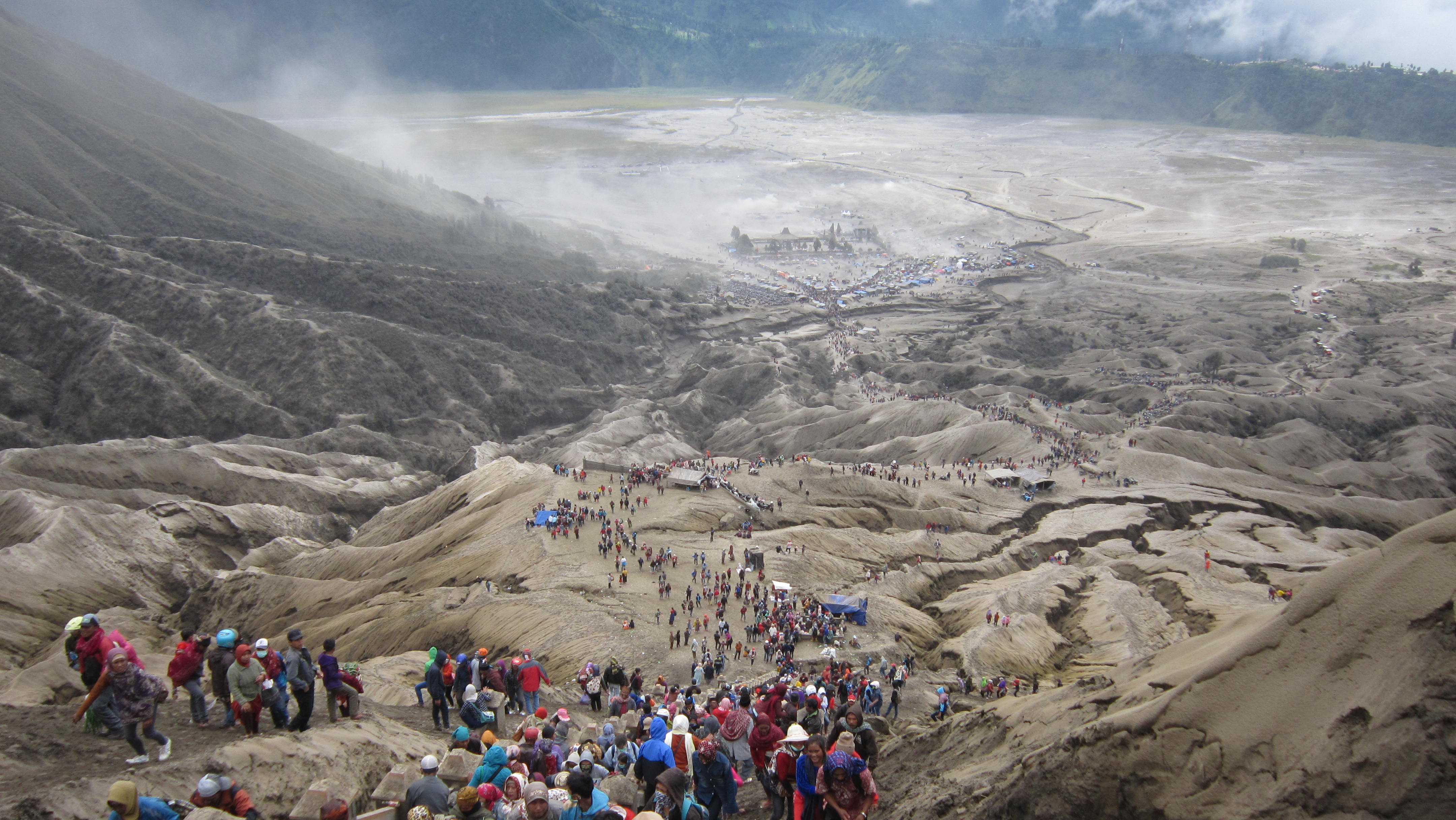
Tín đồ trèo lên đường mòn tới Núi Bromo trong Yadnya Kasada

Ấn Độ giáo ở Indonesia, theo điều tra dân số năm 2010, chiếm khoảng 1,7% tổng dân số, và hơn 83% dân số ở Bali. Ấn Độ giáo là một trong sáu tôn giáo chính thức của Indonesia. Ấn Độ giáo đến Indonesia vào thế kỷ thứ nhất thông qua các thương nhân, thủy thủ, học giả và linh mục.  Sự hợp nhất đồng bộ giữa văn hóa Java và các ý tưởng Ấn Độ giáo đã có từ trước, từ thế kỷ thứ 6 cũng đã tổng hợp các ý tưởng Phật giáo, phát triển thành phiên bản Ấn Độ giáo của Indonesia. Những ý tưởng này tiếp tục phát triển trong thời đế chế Srivijaya và Majapahit. Khoảng năm 1400, các vương quốc này đã được phổ biến Hồi giáo từ các thương nhân Hồi giáo dọc bờ biển, và sau đó Ấn Độ giáo hầu như biến mất khỏi nhiều hòn đảo của Indonesia.
Năm 2010, Bộ Tôn giáo của Chính phủ Indonesia ước tính có khoảng 10 triệu người Ấn giáo sống trên các đảo của Indonesia, trái ngược với cuộc điều tra dân số theo thập kỷ chính thức năm 2010 của Indonesia với hơn 4 triệu người. Phật giáo Ấn Độ giáo Parisada Indonesia đã tranh luận về phương pháp điều tra dân số theo thập kỷ này, và ước tính 18 triệu người Ấn giáo sống ở Indonesia vào năm 2005.
Đảo Bali ở Indonesia có đa số người theo Ấn Độ giáo và số lượng người Ấn giáo sống nhiều nhất ở Indonesia.